# The Lonely Hearts Club Tour
The Lonely Hearts Club Tour es la segunda gran gira de la cantautora galesa Marina and the Diamonds.  Las fechas de Reino Unido se dieron a conocer el Día de San Valentín y las fechas norteamericanas se anunciaron en abril. El 30 de abril de 2012 se anunció que el segmento de Reino Unido ha sido reprogramado debido a la condición de las cuerdas vocales de Diamandis. El tour por Reino Unido se reprogramó a partir del 18 de junio de 2012.
La gira comenzó concurrente con Mylo Xyloto Tour, una gira de Coldplay en la que Marina fue telonera.
El martes, 10 de julio de 2012 Marina anunció las nuevas fechas para el Reino Unido a partir del 30 de septiembre en Leeds hasta el 17 de octubre en el que finalizará en Dublín, Irlanda.
Marina dijo en Twitter que la segunda etapa de la gira en Europa "tiene un toque del Divorcio de Electra", y que la combinación de colores de la gira será "Goma de mascar negra y Rosa bebé". Mientras que en Polonia, Marina dijo que está "ensayando algunas nuevas canciones para el LHC Tour".
El lunes 28 de enero de 2013, Marina anunció a través de Twitter que la gira tendrá fechas en América del Norte.
El lunes 11 de febrero de 2013, Marina anunció a través de su página web y por correo electrónico, que su gira europea iba a ser cancelada.
El sábado 4 de mayo Marina estrenó el tema "Electra Heart", como un interludio en el cierre de la gira.

## Lista de canciones
| Etapa 1: Europa (Junio de 2012) |
| --- |
| - 1. Homewrecker - 2. Oh No! - 3. Mowgli's Road - 4. Lies - 5. I Am Not a Robot - 6. The State Of Dreaming - 7. Power & Control - 8. Bubblegum Bitch - 9. Starring Role - 10. Obsessions - 11. Living Dead - 12. Primadonna - 13. How To Be A Heartbreaker (Solamente en Birmingham & Sheffield) - 14. Shampain - 15. Radioactive (versión extendida) Encore: - 16. Teen Idle - 17. Fear and Loathing - 18. Hollywood (versión sencillo) |

| Etapa 1: Norteamérica (Julio-Agosto de 2012) |
| --- |
| - 1. Homewrecker - 2. Oh No! - 3. Mowgli's Road - 4. Lies - 5. I Am Not a Robot - 6. The State Of Dreaming - 7. Power & Control - 8. Bubblegum Bitch - 9. Starring Role - 10. Obsessions - 11. Hypocrates - 12. Primadonna - 13. Shampain - 14. Hollywood (versión sencillo) - 15. Radioactive Encore: - 16. Teen Idle - 17. Fear and Loathing - 18. How To Be A Heartbreaker |

| Coldplay Support Setlist |
| --- |
| - 1. Starring Role - 2. Hypocrates - 3. I Am Not a Robot - 4. Mowgli's Road - 5. Obsessions - 6. Bubblegum Bitch - 7. Hollywood - 8. Radioactive - 9. Homewrecker - 10. Primadonna - 11. How To Be A Heartbreaker (Solo en algunos shows) |

| Etapa 2: Europa (Septiembre–Diciembre de 2012) |
| --- |
| - 1. Lonely Hearts Club (No fue cantada en Wolverhampton, Bristol, Lincoln o Colonia) - 2. Homewrecker - 3. Oh No! - 4. Mowgli's Road - 5. Lies - 6. I Am Not a Robot - 7. The State Of Dreaming - 8. Power & Control - 9. Bubblegum Bitch - 10. Starring Role - 11. Obsessions - 12. Valley Of The Dolls - 13. Primadonna - 14. Shampain - 15. Hollywood (versión sencillo) - 16. Radioactive - 17. Fear and Loathing Encore: - 18. Teen Idle - 19. Hypocrates (solamente en Wolverhampton) - 20. How To Be A Heartbreaker |

| Etapa 2: Norteamérica (Diciembre de 2012) |
| --- |
| - 1. Homewrecker - 2. Oh No! - 3. Mowgli's Road - 4. Lies - 5. I Am Not a Robot - 6. The State Of Dreaming - 7. Power & Control - 8. Bubblegum Bitch - 9. Starring Role - 10. Obsessions - 11. Hollywood - 12. Sex Yeah - 13. Shampain - 14. Radioactive - 15. Primadonna - 16. Fear and Loathing Encore: - 17. Teen Idle - 18. How To Be A Heartbreaker |

| Etapa 3: Norteamérica (Mayo de 2013) |
| --- |
| - 1. Electra Heart (introducción) - 2. Homewrecker - 3. Oh No! - 4. Bubblegum Bitch - 5. I Am Not a Robot - 6. Lies (con un nuevo puente) - 7. The State Of Dreaming - 8. Power & Control - 9. Mowgli's Road - 10. Starring Role - 11. Obsessions - 12. Numb - 13. Radioactive - 14. Primadonna - 15. E.V.O.L (solo en Chicago) - 16. Shampain - 17. Hollywood (versión sencillo) - 18. Fear and Loathing Encore: - 19. Teen Idle - 20. How To Be A Heartbreaker |

## Teloneros
- Meredith Sheldon Etapa 1: Reino Unido
- MS MR Etapa 1: Norteamérica
- Foe Etapa 2: Reino Unido
- Foxes Etapa 2: Reino Unido
- Icona Pop Etapa 2: Norteamérica
- Charli XCX Etapa 3: Norteamérica
- Little Daylight (Fechas sin Charli XCX) Etapa 3: Norteamérica

## Fechas de la gira
| Fecha                      | Ciudad               | País            | Lugar                                           |
| -------------------------- | -------------------- | --------------- | ----------------------------------------------- |
| Europa: Etapa 1            |                      |                 |                                                 |
| 18 de mayo de 2012 A       | Oporto               | Portugal        | Estádio do Dragão                               |
| 20 de mayo de 2012 A       | Madrid               | España          | Estadio Vicente Calderón                        |
| 22 de mayo de 2012 A       | Niza                 | Francia         | Estadio Charles-Ehrmann                         |
| 24 de mayo de 2012 A       | Turín                | Italia          | Stadio Olimpico di Torino                       |
| 26 de mayo de 2012 A       | Zúrich               | Suiza           | Letzigrund                                      |
| 27 de mayo de 2012         | Berlín               | Alemania        | Astra Kulturhaus (Melt! Weekender)              |
| 1 de junio de 2012 A       | Londres              | Reino Unido     | Emirates Stadium                                |
| 7 de junio de 2012         | Crans-près-Céligny   | Suiza           | Caribana Festival                               |
| 15 de junio de 2012        | Aarhus               | Dinamarca       | Northside Festival                              |
| 16 de junio de 2012        | Hultsfred            | Suecia          | Hultsfred Festival                              |
| 17 de junio de 2012        | Estambul             | Turquía         | Babylon                                         |
| 18 de junio de 2012        | Norwich              | Reino Unido     | The Waterfront                                  |
| 20 de junio de 2012        | Glasgow              | Reino Unido     | O2 ABC Glasgow                                  |
| 21 de junio de 2012        | Edimburgo            | Reino Unido     | The Queen's Hall                                |
| 22 de junio de 2012        | Mánchester           | Reino Unido     | Manchester Cathedral                            |
| 24 de junio de 2012        | Royal Leamington Spa | Reino Unido     | The Assembly                                    |
| 25 de junio de 2012        | Londres              | Reino Unido     | The Tabernacle                                  |
| 27 de junio de 2012        | Cardiff              | Reino Unido     | Coal Exchange                                   |
| 29 de junio de 2012        | Birmingham           | Reino Unido     | Digbeth Institute                               |
| 30 de junio de 2012        | Sheffield            | Reino Unido     | The Leadmill                                    |
| 1 de julio de 2012         | Weston-super-Mare    | Reino Unido     | T4 on the Beach                                 |
| Norte América: Etapa 1     |                      |                 |                                                 |
| 10 de julio de 2012        | Los Ángeles          | Estados Unidos  | The Music Box                                   |
| 11 de julio de 2012        | San Francisco        | Estados Unidos  | The Fillmore                                    |
| 13 de julio de 2012        | Portland             | Estados Unidos  | Aladdin Theater                                 |
| 14 de julio de 2012        | Seattle              | Estados Unidos  | Showbox at the Market                           |
| 15 de julio de 2012        | Vancouver            | Canadá          | Commodore Ballroom                              |
| 18 de julio de 2012        | Denver               | Estados Unidos  | The Summit                                      |
| 21 de julio de 2012        | Chicago              | Estados Unidos  | Park West                                       |
| 23 de julio de 2012 A      | Toronto              | Canadá          | Air Canada Centre                               |
| 24 de julio de 2012 A      | Toronto              | Canadá          | Air Canada Centre                               |
| 26 de julio de 2012 A      | Montreal             | Canadá          | Bell Centre                                     |
| 27 de julio de 2012 A      | Montreal             | Canadá          | Bell Centre                                     |
| 29 de julio de 2012 A      | Boston               | Estados Unidos  | TD Garden                                       |
| 30 de julio de 2012 A      | Boston               | Estados Unidos  | TD Garden                                       |
| 1 de agosto de 2012 A      | Auburn Hills         | Estados Unidos  | Palace of Auburn Hills                          |
| 3 de agosto de 2012 A      | East Rutherford      | Estados Unidos  | Izod Center                                     |
| 4 de agosto de 2012 A      | East Rutherford      | Estados Unidos  | Izod Center                                     |
| 7 de agosto de 2012 A      | Chicago              | Estados Unidos  | United Center                                   |
| 8 de agosto de 2012 A      | Chicago              | Estados Unidos  | United Center                                   |
| 10 de agosto de 2012 A     | Saint Paul           | Estados Unidos  | Xcel Energy Center                              |
| 11 de agosto de 2012 A     | Saint Paul           | Estados Unidos  | Xcel Energy Center                              |
| 14 de agosto de 2012       | Washington D. C.     | Estados Unidos  | 9:30 Club                                       |
| 16 de agosto de 2012       | Nueva York           | Estados Unidos  | Webster Hall                                    |
| 17 de agosto de 2012       | Filadelfia           | Estados Unidos  | The TLA                                         |
| 18 de agosto de 2012       | Nueva York           | Estados Unidos  | Webster Hall                                    |
| Europa: Etapa 2            |                      |                 |                                                 |
| 28 de agosto de 2012 A     | Copenhague           | Dinamarca       | Parken Stadium                                  |
| 30 de agosto de 2012 A     | Estocolmo            | Suecia          | Stockholm Olympic Stadium                       |
| 2 de septiembre de 2012 A  | París                | Francia         | Stade de France                                 |
| 4 de septiembre de 2012 A  | Colonia              | Alemania        | RheinEnergieStadion                             |
| 6 de septiembre de 2012 A  | La Haya              | Países Bajos    | Malieveld                                       |
| 12 de septiembre de 2012 A | Múnich               | Alemania        | Olympic Stadium                                 |
| 14 de septiembre de 2012 A | Leipzig              | Alemania        | Red Bull Arena                                  |
| 16 de septiembre de 2012 A | Praga                | República Checa | Synot Tip Arena                                 |
| 19 de septiembre de 2012 A | Varsovia             | Polonia         | National Stadium                                |
| 22 de septiembre de 2012 A | Hannover             | Alemania        | AWD-Arena                                       |
| 30 de septiembre de 2012   | Leeds                | Reino Unido     | Leeds Metropolitan University                   |
| 2 de octubre de 2012       | Dundee               | Reino Unido     | Fat Sam's Dundee                                |
| 4 de octubre de 2012       | Liverpool            | Reino Unido     | Liverpool Academy                               |
| 5 de octubre de 2012       | Preston              | Reino Unido     | 53 Degrees Preston                              |
| 6 de octubre de 2012       | Mánchester           | Reino Unido     | Manchester Academy                              |
| 8 de octubre de 2012       | Leicester            | Reino Unido     | O2 Academy Leicester                            |
| 9 de octubre de 2012       | Wolverhampton        | Reino Unido     | Wulfrun Hall                                    |
| 11 de octubre de 2012      | Londres              | Reino Unido     | London Forum                                    |
| 13 de octubre de 2012      | Brístol              | Reino Unido     | O2 Academy Bristol                              |
| 14 de octubre de 2012      | Lincoln              | Reino Unido     | Engine Shed                                     |
| 15 de octubre de 2012      | Oxford               | Reino Unido     | O2 Academy Oxford                               |
| 20 de noviembre de 2012    | Dublín               | Irlanda         | Olympia Theatre                                 |
| 22 de noviembre de 2012    | Utrecht              | Países Bajos    | Tivoli                                          |
| 23 de noviembre de 2012    | Hamburgo             | Alemania        | Markthalle                                      |
| 24 de noviembre de 2012    | Ginebra              | Suiza           | Salle des Fêtes de Carouge                      |
| 26 de noviembre de 2012    | Zúrich               | Suiza           | X-Tra                                           |
| 27 de noviembre de 2012    | Múnich               | Alemania        | Muffathalle                                     |
| 28 de noviembre de 2012    | Colonia              | Alemania        | Gloria                                          |
| 29 de noviembre de 2012    | Berlín               | Alemania        | Astra                                           |
| Norte América: Etapa 2     |                      |                 |                                                 |
| 3 de diciembre de 2012     | Toronto              | Canadá          | Phoenix Concert Theatre                         |
| 4 de diciembre de 2012     | Filadelfia           | Estados Unidos  | Union Transfer                                  |
| 6 de diciembre de 2012     | Nueva York           | Estados Unidos  | Terminal 5 (venue)                              |
| 7 de diciembre de 2012     | Huntington           | Estados Unidos  | The Paramount                                   |
| 8 de diciembre de 2012     | Boston               | Estados Unidos  | House of Blues                                  |
| 9 de diciembre de 2012     | Baltimore            | Estados Unidos  | Rams Head Live!                                 |
| 11 de diciembre de 2012    | Charlotte            | Estados Unidos  | The Fillmore Charlotte                          |
| 12 de diciembre de 2012    | Atlanta              | Estados Unidos  | Center Stage                                    |
| 14 de diciembre de 2012    | Fort Lauderdale      | Estados Unidos  | Culture Room                                    |
| 17 de diciembre de 2012    | Houston              | Estados Unidos  | The Ballroom at Warehouse Live                  |
| 15 de diciembre de 2012    | Orlando              | Estados Unidos  | The Beacham                                     |
| 18 de diciembre de 2012    | Austin               | Estados Unidos  | Emo's                                           |
| 19 de diciembre de 2012    | Dallas               | Estados Unidos  | Granada Theater                                 |
| Norte América: Etapa 3     |                      | Estados Unidos  |                                                 |
| 2 de mayo de 2013          | Seattle              | Estados Unidos  | Showbox SoDo                                    |
| 3 de mayo de 2013          | Vancouver            | Canadá          | Commodore Ballroom                              |
| 4 de mayo de 2013          | Portland             | Estados Unidos  | Wonder Ballroom                                 |
| 6 de mayo de 2013          | San Francisco        | Estados Unidos  | Warfield                                        |
| 7 de mayo de 2013          | Santa Ana            | Estados Unidos  | Observatory                                     |
| 9 de mayo de 2013          | Las Vegas            | Estados Unidos  | Boulevard Pool at The Cosmopolitan of Las Vegas |
| 10 de mayo de 2013         | San Diego            | Estados Unidos  | House of Blues                                  |
| 11 de mayo de 2013         | Los Ángeles          | Estados Unidos  | Shrine Auditorium                               |
| 13 de mayo de 2013         | Salt Lake City       | Estados Unidos  | Club Sound                                      |
| 14 de mayo de 2013         | Denver               | Estados Unidos  | Gothic                                          |
| 16 de mayo de 2013         | Lawrence             | Estados Unidos  | Granada                                         |
| 17 de mayo de 2013         | St.Louis             | Estados Unidos  | The Pageant                                     |
| 19 de mayo de 2013         | Mineápolis           | Estados Unidos  | Skyway Theater                                  |
| 20 de mayo de 2013         | Chicago              | Estados Unidos  | Rivera Theater                                  |
| 22 de mayo de 2013         | Detroit              | Estados Unidos  | St. Andrews                                     |
| 23 de mayo de 2013         | Toronto              | Canadá          | Echo Beach                                      |
| 24 de mayo de 2013         | Montreal             | Canadá          | Metropolis                                      |
| 28 de mayo de 2013         | Pittsburgh           | Estados Unidos  | Stage AE                                        |
| 29 de mayo de 2013         | Nueva York           | Estados Unidos  | Rumsey Playfield                                |

- A ^ fechas en que Marina participó como telonera de Coldplay en la gira Mylo Xyloto Tour[7]